# Samuel Gustafson
Samuel Gustafson (* 11. ledna 1995) je švédský profesionální fotbalista, který hraje na pozici záložníka za japonský klub Urawa Red Diamonds a švédský národní tým.

## Klubová kariéra
Dne 2. září 2019 podepsal mnohaletou smlouvu s italským klubem Cremonese.
Dne 9. července 2021 se vrátil do BK Häcken, kde podepsal tříletou smlouvu.
Dne 29. prosince 2023 podepsal Gustafson smlouvu s japonským klubem Urawa Red Diamonds, kde se znovu setkal s trenérem Perem-Mathiasem Høgmem, který opustil BK Häcken o několik dní dříve. Gustafson debutoval za klub, když odehrál celý zápas, při prohře 2:0 se Sanfrecce Hirošima v úvodním zápase sezóny.

## Reprezentační kariéra
Gustafson reprezentoval švédský národní tým do 21 let celkem sedmkrát mezi lety 2015 a 2016. Svou mezinárodní premiéru za Švédsko si odbyl 16. listopadu 2022 v přátelském zápase proti Mexiku, kdy odehrál celých 90 minut při vítězství 2:1.

## Osobní život
Gustafsonovo dvojče, Simon Gustafson, který je také fotbalistou, byl Samuelovým spoluhráčem v BK Häcken.

## Statistiky

### Klubové
Platí k zápasu hranému 28. května 2025.
| Klub                      | Sezóna            | Liga              | Liga   | Liga | Národní pohár | Národní pohár | Kontinentální | Kontinentální | Ostatní | Ostatní | Celkově | Celkově |
| Klub                      | Sezóna            | Soutěž            | Zápasy | Góly | Zápasy        | Góly          | Zápasy        | Góly          | Zápasy  | Góly    | Zápasy  | Góly    |
| ------------------------- | ----------------- | ----------------- | ------ | ---- | ------------- | ------------- | ------------- | ------------- | ------- | ------- | ------- | ------- |
| Häcken                    | 2013              | Allsvenskan       | 2      | 1    | 3             | 2             | —             | —             | —       | —       | 5       | 3       |
| Häcken                    | 2014              | Allsvenskan       | 21     | 3    | 6             | 1             | —             | —             | —       | —       | 27      | 4       |
| Häcken                    | 2015              | Allsvenskan       | 27     | 5    | 6             | 0             | —             | —             | —       | —       | 33      | 5       |
| Häcken                    | 2016              | Allsvenskan       | 17     | 3    | 0             | 0             | 2             | 0             | —       | —       | 19      | 3       |
| Häcken                    | Celkově           | Celkově           | 67     | 12   | 15            | 3             | 2             | 0             | —       | —       | 84      | 15      |
| Turín                     | 2016/17           | Serie A           | 5      | 0    | 1             | 0             | —             | —             | —       | —       | 6       | 0       |
| Turín                     | 2017/18           | Serie A           | 4      | 0    | 1             | 0             | —             | —             | —       | —       | 5       | 0       |
| Turín                     | Celkově           | Celkově           | 9      | 0    | 2             | 0             | —             | —             | —       | —       | 11      | 0       |
| Perugia (hostování)       | 2017/18           | Serie B           | 20     | 1    | 1             | 0             | —             | —             | —       | —       | 21      | 1       |
| Hellas Verona (hostování) | 2018/19           | Serie B           | 31     | 1    | 2             | 0             | —             | —             | —       | —       | 33      | 1       |
| Cremonese                 | 2019/20           | Serie B           | 19     | 0    | 0             | 0             | —             | —             | —       | —       | 19      | 0       |
| Cremonese                 | 2020/21           | Serie B           | 33     | 0    | 2             | 0             | —             | —             | —       | —       | 35      | 0       |
| Cremonese                 | Celkově           | Celkově           | 52     | 0    | 2             | 0             | —             | —             | —       | —       | 54      | 0       |
| Häcken                    | 2021              | Allsvenskan       | 4      | 0    | 0             | 0             | —             | —             | —       | —       | 4       | 0       |
| Häcken                    | 2022              | Allsvenskan       | 28     | 1    | 0             | 0             | —             | —             | —       | —       | 28      | 1       |
| Häcken                    | 2023              | Allsvenskan       | 29     | 1    | 6             | 1             | 14            | 1             | —       | —       | 49      | 3       |
| Häcken                    | Celkově           | Celkově           | 61     | 2    | 6             | 1             | 14            | 1             | —       | —       | 81      | 4       |
| Urawa Red Diamonds        | 2024              | J1 League         | 28     | 2    | —             | —             | —             | —             | 1       | 0       | 29      | 2       |
| Urawa Red Diamonds        | 2025              | J1 League         | 14     | 0    | 0             | 0             | —             | —             | 0       | 0       | 14      | 0       |
| Urawa Red Diamonds        | Celkově           | Celkově           | 42     | 2    | 0             | 0             | —             | —             | 1       | 0       | 43      | 2       |
| Celkově v kariéře         | Celkově v kariéře | Celkově v kariéře | 282    | 18   | 28            | 4             | 16            | 1             | 1       | 0       | 327     | 23      |

### Reprezentační
| Národní tým | Rok     | Zápasy | Góly |
| ----------- | ------- | ------ | ---- |
| Švédsko     | 2022    | 2      | 0    |
| Švédsko     | 2023    | 9      | 0    |
| Švédsko     | 2024    | 2      | 0    |
| Celkově     | Celkově | 13     | 0    |

## Úspěchy
BK Häcken
- Allsvenskan: 2022
- Svenska Cupen: 2015/16, 2022/23